# Copa Continental d'hoquei sobre patins masculina
La Copa Continental d'hoquei patins masculina, coneguda anteriorment com a Supercopa d'Europa, és una competició europea d'hoquei patins, creada la temporada 1979-80. De caràcter anual, està organitzada pel World Skate Europe Rink Hockey. Inicialment, disputaven la final a doble partit, els campions de la Copa d'Europa i de la Recopa d'Europa de la temporada anterior. Amb la desaparició de Recopa d'Europa l'any 1997, disputen la final els campions de la Copa d'Europa i de la Copa de la CERS/World Skate Europa Cup, a més, aquell mateix any va ser rebatejada com a Copa Continental. Des de la temporada 2017-18 se celebra en format final a quatre en una única seu, on hi participen els quatre finalistes de la Lliga europea i de la WSE Cup de la temporada anterior.
El dominador de la competició és el Futbol Club Barcelona amb divuit títols.

## Historial
|            | Campió de l'Eurolliga d'hoquei patins               |
|            | Campió de la Recopa d'Europa d'hoquei patins        |
|            | Campió de la Copa de la CERS/World Skate Europa Cup |
| En negreta | Equip guanyador                                     |
| (1)        | Nombre de títols                                    |
| (prò.)     | Pròrroga                                            |
| (p.)       | Penals                                              |

| Edició                             | Temp.   | Data       | Campió                                                 | Campió                                                 | Resultat                                               | Subcampió                                              | Subcampió                                              | Seu                                                    | Ref.   |
| ---------------------------------- | ------- | ---------- | ------------------------------------------------------ | ------------------------------------------------------ | ------------------------------------------------------ | ------------------------------------------------------ | ------------------------------------------------------ | ------------------------------------------------------ | ------ |
| I                                  | 1980-81 | 11-09-1980 |                                                        | FC Barcelona (1)                                       | 9-4                                                    |                                                        | AFP Giovinazzo                                         | Palau Blaugrana, Barcelona                             | [ 1 ]  |
| II                                 | 1981-82 | N/D        |                                                        | FC Barcelona (2)                                       | 2-6 / 12-1                                             |                                                        | Sporting CP                                            | Final a doble partit                                   |        |
| III                                | 1982-83 | N/D        |                                                        | FC Barcelona (3)                                       | 3-2 / 7-1                                              |                                                        | FC Porto                                               | Final a doble partit                                   |        |
| IV                                 | 1983-84 | N/D        |                                                        | FC Barcelona (4)                                       | 4-3 / 11-5                                             |                                                        | FC Porto                                               | Final a doble partit                                   |        |
| V                                  | 1984-85 | N/D        |                                                        | FC Barcelona (5)                                       | 1-2 / 10-1                                             |                                                        | Reus Deportiu                                          | Final a doble partit                                   |        |
| VI                                 | 1985-86 | N/D        |                                                        | FC Barcelona (6)                                       | 9-0 / 3-5                                              |                                                        | Sporting CP                                            | Final a doble partit                                   |        |
| VII                                | 1986-87 | N/D        |                                                        | FC Porto (1)                                           | 9-3 / 4-3                                              |                                                        | AD Sanjoanense                                         | Final a doble partit                                   |        |
| VIII                               | 1987-88 | N/D        |                                                        | HC Liceo (1)                                           | 4-4 / 4-1                                              |                                                        | FC Barcelona                                           | Final a doble partit                                   |        |
| IX                                 | 1988-89 | N/D        |                                                        | HC Liceo (2)                                           | 9-4 / 4-2                                              |                                                        | CE Noia                                                | Final a doble partit                                   |        |
| X                                  | 1989-90 | N/D        |                                                        | CE Noia (1)                                            | 3-2 / 7-3                                              |                                                        | Roller Monza                                           | Final a doble partit                                   |        |
| XI                                 | 1990-91 | N/D        |                                                        | HC Liceo (3)                                           | 6-4 / 2-3                                              |                                                        | FC Porto                                               | Final a doble partit                                   |        |
| XII                                | 1991-92 | N/D        |                                                        | OC Barcelos (1)                                        | 11-2 / 3-5                                             |                                                        | Sporting CP                                            | Final a doble partit                                   |        |
| XIII                               | 1992-93 | N/D        |                                                        | HC Liceo (4)                                           | 9-6 / 4-6                                              |                                                        | Roller Monza                                           | Final a doble partit                                   |        |
| XIV                                | 1993-94 | N/D        |                                                        | Igualada HC (1)                                        | 4-1 / 3-3                                              |                                                        | OC Barcelos                                            | Final a doble partit                                   |        |
| XV                                 | 1994-95 | N/D        |                                                        | Igualada HC (2)                                        | 1-1 / 5-0                                              |                                                        | Amatori Lodi                                           | Final a doble partit                                   |        |
| XVI                                | 1995-96 | N/D        |                                                        | Igualada HC (3)                                        | 2-1 / 4-2                                              |                                                        | Roller Monza                                           | Final a doble partit                                   |        |
| No es disputà la temporada 1996-97 |         |            |                                                        |                                                        |                                                        |                                                        |                                                        |                                                        |        |
| XVII                               | 1997-98 | N/D        |                                                        | FC Barcelona (7)                                       | 1-6 / 8-1                                              |                                                        | UD Oliveirense                                         | Final a doble partit                                   |        |
| XVIII                              | 1998-99 | N/D        |                                                        | Igualada HC (4)                                        | 4-2 / 4-1                                              |                                                        | CE Noia                                                | Final a doble partit                                   |        |
| XIX                                | 1999-00 | N/D        |                                                        | Igualada HC (5)                                        | 7-3 / 4-1                                              |                                                        | HC Liceo                                               | Final a doble partit                                   |        |
| XX                                 | 2000-01 | N/D        |                                                        | FC Barcelona (8)                                       | 1-2 / 7-1                                              |                                                        | CD Paço de Arcos                                       | Final a doble partit                                   |        |
| XXI                                | 2001-02 | N/D        |                                                        | FC Barcelona (9)                                       | 6-6 / 12-3                                             |                                                        | CP Vic                                                 | Final a doble partit                                   |        |
| XXII                               | 2002-03 | N/D        |                                                        | FC Barcelona (10)                                      | 4-4 / 8-1                                              |                                                        | CP Voltregà                                            | Final a doble partit                                   |        |
| XXIII                              | 2003-04 | N/D        |                                                        | HC Liceo (5)                                           | 2-1 / 1-3                                              |                                                        | Reus Deportiu                                          | Final a doble partit                                   |        |
| XXIV                               | 2004-05 | N/D        |                                                        | FC Barcelona (11)                                      | 1-1 / 6-2                                              |                                                        | Reus Deportiu                                          | Final a doble partit                                   |        |
| XXV                                | 2005-06 | N/D        |                                                        | FC Barcelona (12)                                      | 4-0 / 7-4                                              |                                                        | AP Follonica Hockey                                    | Final a doble partit                                   |        |
| XXVI                               | 2006-07 | N/D        |                                                        | FC Barcelona (13)                                      | 7-1 / 2-0                                              |                                                        | AP Follonica Hockey                                    | Final a doble partit                                   |        |
| XXVII                              | 2007-08 | 29-09-2007 |                                                        | FC Barcelona (14)                                      | 5-0                                                    |                                                        | Vilanova L'Ull Blau                                    | Salle Omnisports de Dinan, Quévert                     | [ 2 ]  |
| XXVIII                             | 2008-09 | 03-03-2009 |                                                        | FC Barcelona (15)                                      | 3-1                                                    |                                                        | Cemex Tenerife                                         | Pavelló Esportiu Oberena, Pamplona                     |        |
| XXIX                               | 2009-10 | 24-01-2010 |                                                        | Reus Deportiu (1)                                      | 4-1                                                    |                                                        | AGD Mataró                                             | Pavelló de l'Ateneu, Sant Sadurní d'Anoia              | [ 3 ]  |
| XXX                                | 2010-11 | 26-01-2011 |                                                        | FC Barcelona (16)                                      | 7-2                                                    |                                                        | HC Liceo                                               | Pavelló La Casilla, Bilbao                             | [ 4 ]  |
| XXXI                               | 2011-12 | 05-11-2011 |                                                        | SL Benfica (1)                                         | 10-0                                                   |                                                        | HC Liceo                                               | Viana do Castelo                                       | [ 5 ]  |
| XXXII                              | 2012-13 | N/D        |                                                        | HC Liceo (6)                                           | 5–1 / 6–2 (2–1, p.)                                    |                                                        | Bassano Hockey 54                                      | Bassano del Grappa / La Corunya                        |        |
| XXXIII                             | 2013-14 | N/D        |                                                        | SL Benfica (2)                                         | 3–5 / 5–0                                              |                                                        | Moritz Vendrell                                        | El Vendrell / Lisboa                                   | [ 6 ]  |
| XXXIV                              | 2014-15 | N/D        |                                                        | Noia Freixenet (2)                                     | 0–0 / 3–3 (3-2, p.)                                    |                                                        | FC Barcelona                                           | Sant Sadurní d'Anoia / Barcelona                       | [ 7 ]  |
| XXXV                               | 2015-16 | N/D        |                                                        | FC Barcelona (17)                                      | 2–0 / 5–1                                              |                                                        | Sporting CP                                            | Lisboa / Barcelona                                     | [ 8 ]  |
| XXXVI                              | 2016-17 | N/D        |                                                        | SL Benfica (3)                                         | 5–4 / 9–2                                              |                                                        | OC Barcelos                                            | Barcelos / Lisboa                                      |        |
| XXXVII                             | 2017-18 | 15-10-2017 |                                                        | UD Oliveirense (1)                                     | 7–4                                                    |                                                        | Reus Deportiu                                          | Palabarsacchi de Viareggio                             | [ 9 ]  |
| XXXVIII                            | 2018-19 | 30-10-2018 |                                                        | FC Barcelona (18)                                      | 3–3 (3-2, p.)                                          |                                                        | FC Porto                                               | Pavilhao Municipal de Barcelos                         |        |
| XXXIX                              | 2019-20 | 29-09-2019 |                                                        | Sporting CP (1)                                        | 3–2                                                    |                                                        | FC Porto                                               | Pavilhão João Rocha, Lisboa                            | [ 10 ] |
| XL                                 | 2020-21 | N/D        | Edició suspesa pel risc públic de contagi del COVID-19 | Edició suspesa pel risc públic de contagi del COVID-19 | Edició suspesa pel risc públic de contagi del COVID-19 | Edició suspesa pel risc públic de contagi del COVID-19 | Edició suspesa pel risc públic de contagi del COVID-19 | Edició suspesa pel risc públic de contagi del COVID-19 | [ 11 ] |
| XLI                                | 2021-22 | 18-09-2021 |                                                        | Sporting CP (2)                                        | 3–1                                                    |                                                        | Lleida Llista Blava                                    | Pavelló Esportiu Municipal, Mollerussa                 | [ 12 ] |
| XLII                               | 2022-23 | 18-09-2022 |                                                        | AD Valongo (1)                                         | 2–1                                                    |                                                        | GSH Trissino                                           | Follonica                                              | [ 13 ] |
| XLIII                              | 2023-24 | 01-10-2023 |                                                        | FC Porto (1)                                           | 5–3                                                    |                                                        | Voltregà Movento Stern                                 | Pavelló Oliveras de la Riva, Sant Hipòlit de Voltregà  | [ 14 ] |

1. ↑  El HC Liceo no va presentar-se al partit i per aquest motiu va ser penalitzat amb el resultat de 10-0.

## Palmarès
| Equip                   | Campió | Subcampió | Finals | Anys campió | Anys subcampió                              |
| ----------------------- | ------ | --------- | ------ | --- | ------------------------------------------- |
| Futbol Club Barcelona   | 18     | 2         | 20     | 1980-81, 1981-82, 1982-83, 1983-84, 1984-85, 1985-86, 1997-99, 2000-01, 2001-02, 2002-03, 2004-05, 2005-06, 2006-07, 2007-08, 2008-09, 2010-11, 2015-16, 2018-19 | 1987-88, 2014-15                            |
| Hockey Club Liceo       | 6      | 2         | 8      | 1987-88, 1988-89, 1990-91, 1992-93, 2003-04, 2012-13 | 2010-11, 2011-12                            |
| Igualada Hoquei Club    | 5      | 0         | 5      | 1993-94, 1994-95, 1995-96, 1998-99, 1999-00 | —                                           |
| Sport Lisboa e Benfica  | 3      | 0         | 3      | 2011-12, 2013-14, 2016-17 | —                                           |
| Club Esportiu Noia      | 2      | 2         | 4      | 1989-90, 2014-15 | 1988-89, 1998-99                            |
| Futebol Clube do Porto  | 1      | 5         | 6      | 1986-87 | 1982-83, 1983-84, 1990-91, 2018-19, 2019-20 |
| Reus Deportiu           | 1      | 4         | 5      | 2009-10 | 1984-85, 2003-04, 2004-05, 2017-18          |
| Sporting CP             | 1      | 4         | 5      | 2021-22 | 1981-82, 1985-86, 1991-92, 2015-16          |
| Óquei Clube de Barcelos | 1      | 2         | 3      | 1991-92 | 1993-94, 2016-17                            |
| UD Oliveirense          | 1      | 1         | 2      | 2017-18 | 1997-98                                     |
| AD Valongo              | 1      | 0         | 1      | 2022-23 | —                                           |
| Roller Monza            | 0      | 3         | 3      | — | 1989-90, 1992-93, 1995-96                   |
| AP Follonica Hockey     | 0      | 2         | 2      | — | 2005-06, 2006-07                            |
| AFP Giovinazzo          | 0      | 1         | 1      | — | 1980-81                                     |
| AD Sanjoanense          | 0      | 1         | 1      | — | 1986-87                                     |
| Amatori Lodi            | 0      | 1         | 1      | — | 1994-95                                     |
| CD Paço de Arcos        | 0      | 1         | 1      | — | 2000-01                                     |
| Club Patí Vic           | 0      | 1         | 1      | — | 2001-02                                     |
| Club Patí Voltregà      | 0      | 1         | 1      | — | 2002-03                                     |
| Club Patí Vilanova      | 0      | 1         | 1      | — | 2007-08                                     |
| Club Patín Tenerife     | 0      | 1         | 1      | — | 2008-09                                     |
| Club Hoquei Mataró      | 0      | 1         | 1      | — | 2009-10                                     |
| Hockey Bassano          | 0      | 1         | 1      | — | 2012-13                                     |
| Club d'Esports Vendrell | 0      | 1         | 1      | — | 2013-14                                     |
| Lleida Llista Blava     | 0      | 1         | 1      | — | 2021-22                                     |
| GSH Trissino            | 0      | 1         | 1      | — | 2022-23                                     |